# Famous
Famous – czwarty album studyjny zespołu Puddle of Mudd wydany 9 października 2007 nakładem wytwórni Flawless Records i Geffen Records.

## Lista utworów
1. „Famous” – 3:16
2. „Livin' on Borrowed Time” – 3:01
3. „It Was Faith” – 3:31
4. „Psycho” – 3:31
5. „We Don't Have to Look Back Now” – 3:42
6. „Moonshine” – 4:07
7. „Thinking About You” – 3:42
8. „Merry-Go-Round” – 2:42
9. „I'm So Sure” – 4:33
10. „Radiate” – 3:13
11. „If I Could Love You” – 3:11